# وزارة مصطفى النحاس باشا السادسة
وزارة مصطفى النحاس باشا السادسة هي الوزارة السادسة والخمسون في مصر، صدر المرسوم الملكي بتشكيلها في 26 مايو 1942.:447:460

## أعضاء الحكومة
| الوزارة                                    | الوزير                    |
| ------------------------------------------ | ------------------------- |
| رئيس مجلس الوزراء ووزير الداخلية والخارجية | مصطفى النحاس باشا         |
| وزير المالية                               | كامل صدقي باشا            |
| وزير العدل                                 | محمد صبري أبو علم باشا    |
| وزير الأشغال العمومية                      | عثمان محرم باشا           |
| وزير الدفاع الوطني                         | أحمد حمدي سيف النصر باشا  |
| وزير الصحة العمومية                        | عبد الواحد الوكيل بك      |
| وزير المعارف العمومية                      | أحمد نجيب الهلالي باشا    |
| وزير الأوقاف                               | محمد عبد الهادي الجندي بك |
| وزير الزراعة                               | محمد فؤاد سراج الدين باشا |
| وزير المواصلات                             | عبد الفتاح الطويل باشا    |
| وزير التموين                               | أحمد حمزة                 |
| وزير التجارة والصناعة                      | محمود سليمان غنام         |
| وزير الشئون الاجتماعية                     | عبد الحميد عبد الحق       |
| وزير الوقاية المدنية                       | مصطفى نصرت                |

## تعديلات
- في 2 يونيو 1943 أسندت وزارتي الداخلية والشئون الاجتماعية إلى محمد فؤاد سراج الدين.[2]:433[2]:345 وأسندت وزارة الزراعة إلى مصطفى نصرت.[2]:414 وأسندت وزارة الوقاية المدنية إلى فهمي حنا ويصا.[2]:560 وأسندت وزارة الأوقاف إلى عبد الحميد عبد الحق.[2]:216 وأسندت وزارة المالية إلى أمين عثمان باشا.[2]:502